# Michael Lipper
Michael „Mick“ Lipper (* 15. Juni 1931 in Limerick, Irland; † 18. Oktober 1987 ebenda) war ein irischer Politiker der Irish Labour Party.

## Biografie
Lipper war wie sein Vater Lokomotivführer. Er engagierte sich zunächst in der Partei Clann na Poblachta und wurde 1960 in den Limerick City Council gewählt. Wenig später trat er zur Labour Party über. 1968 versuchte er, bei einer Nachwahl im Wahlkreis Limerick East in den Dáil einzuziehen. Auch bei den Wahlen zum Dáil Éireann 1969 und 1973 scheiterte er. Von 1973 bis 1974 war er Bürgermeister (Mayor) von Limerick. Erst mit den Wahlen zum Dáil Éireann 1977, bei der er als unabhängiger Kandidat antrat, gelang es ihm, genügend Stimmen zu erreichen, um als Teachta Dála (Abgeordneter) in den Dáil Éireann einzuziehen. Den Sitz konnte er bei den Wahlen zum Dáil Éireann 1981 nicht verteidigen und bei den Wahlen im Februar 1982 nicht zurückgewinnen. Dann trat er nicht mehr an.
Lipper war seit 1953 mit Margaret McKeown verheiratet und hatte mit ihr sechs Kinder.